# Patriarcado (teoría feminista)

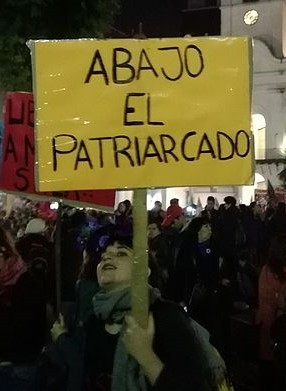
Una manifestante sosteniendo un cartel de «abajo el patriarcado».

El término patriarcado (del griego antiguo πατήρ [patér] 'padre' y ἀρχή [arkhé] 'autoridad', autoritarismo paternalista) se utiliza en la teoría feminista para referirse a todo tipo de organización social en la que el varón goza de una condición de supremacía sobre la mujer, la cual se encuentra en una situación de opresión tanto en la esfera pública como en la esfera privada. La diferencia sustancial entre el significado del término en la teoría feminista y el significado tradicional en la sociología es que para el feminismo el patriarcado no existe solo en las sociedades primitivas, sino también en las civilizaciones complejas, existiendo una continuidad histórica entre el patriarcado de las sociedades antiguas y el patriarcado de las sociedades contemporáneas. El patriarcado presupone el machismo, una forma de sexismo caracterizada por la prevalencia del varón.

## Definición
En 1986, la historiadora australiana Gerda Lerner definió al patriarcado como «la manifestación e institucionalización del dominio masculino sobre las mujeres y niños/as de la familia y la ampliación de ese dominio sobre las mujeres en la sociedad en general». Para María Milagros Rivera Garretas, este sistema se fundamenta en las relaciones sociales de parentesco, los roles de género y la heterosexualidad normativa.
En su sentido literal, el patriarcado se refiere al gobierno del «padre» y sociológicamente ha sido usado para designar la organización social en que el varón jefe de la familia ejercía el poder y era dueño del patrimonio, del que formaban parte sus hijos, sus esposas, sus esclavos y sus bienes. Sin embargo, los debates sobre el patriarcado fueron retomados por el movimiento feminista de los años sesenta en la búsqueda de un modelo que diera cuenta de la situación de dominación que sufren las mujeres y posibilitara su liberación. Según Carole Pateman, se trata de un concepto útil porque es el único singulariza todas las formas de sujeción que sufren las mujeres en cuanto mujeres y todas las formas de derecho político que ejercen los varones en cuanto varones.
Celia Amorós señala que el entendimiento del patriarcado como poder de los padres llega hasta la modernidad, en que el ascenso de la burguesía hace que sea necesario darle otro fundamento. Para esta pensadora, se conforma entonces una «fratria», en que los varones pactan su poder como hermanos, y se constituye el patriarcado moderno. En la línea del feminismo marxista, Heidi Hartmann define al patriarcado como «un conjunto de relaciones sociales entre los hombres que tienen una base material, y aunque son jerárquicas, crean o establecen interdependencia y solidaridad entre ellos que los capacitan para dominar a las mujeres», es decir, no se trata solo de la opresión del colectivo de varones al colectivo de mujeres, sino de todos los varones individuales a todas las mujeres individuales.
En el feminismo radical, Kate Millett entiende que la sexualidad femenina es prioritaria en la constitución del patriarcado y que las relaciones sexuales son relaciones políticas mediante las que los varones dominan a las mujeres.
En el feminismo materialista, Christine Delphy afirma que hay una «relación de producción entre marido y mujer en la familia nuclear moderna, consistente en la relación de una persona o jefe, cuya producción se integra al circuito mercantil, con otra que le está subordinada, porque su producción, que no se integra a ese circuito, es convertida en algo invisible». Lidia Falcón va un paso más allá y reconoce que los varones no solo se apropian de la fuerza productiva de las mujeres, sino también de su fuerza reproductiva.
Marta Fontenla propone entonces una definición completa del término, integrando las distintas corrientes del feminismo:

El patriarcado puede definirse como un sistema de relaciones sociales sexo–políticas basadas en diferentes instituciones públicas y privadas y en la solidaridad interclases e intragénero instaurado por los varones, quienes como grupo social y en forma individual y colectiva, oprimen a las mujeres también en forma individual y colectiva y se apropian de su fuerza productiva y reproductiva, de sus cuerpos y sus productos, ya sea con medios pacíficos o mediante el uso de la violencia. Los estudios feministas sobre el patriarcado, y la constatación de que se trata de una construcción histórica y social, señalan las posibilidades de cambiarlo por un modelo social justo e igualitario.

Además, se pueden incluir algunas características del patriarcado:
- Está compuesto de usos, costumbres, tradiciones, normas familiares, hábitos sociales, ideas, prejuicios, símbolos, e incluso leyes cuya enseñanza-aprendizaje asegura su transmisión de generación en generación.[16]
- Define los roles o estereotipos sexuales y por el mecanismo de la ideología, los hace aparecer como naturales y universales.[17] El conjunto de la sociedad patriarcal es responsable de ser la gran heterodesignadora, por lo que el problema es de carácter estructural y holístico.[18]
- Las mujeres están expuestas a distintos grados y tipos de opresión patriarcal, algunas comunes a todas y otras no.[19][20]
- Fue la primera estructura de dominación y subordinación de la historia, y aún hoy sigue siendo un sistema básico de la dominación: el más poderoso y duradero de desigualdad y el que menos se percibe como tal.[21]

## Origen del patriarcado
El trabajo clásico sobre el tema, desde el punto de vista de la teoría feminista, es el libro La creación del patriarcado (1986), escrito por Gerda Lerner. Lerner considera que el patriarcado contemporáneo es relativamente reciente y tiene su origen en algunos puntos del llamado «viejo mundo», hace unos 10.000 años, cuando comenzaron a formarse los primeros Estados, durante la revolución neolítica.
No hay consenso entre los académicos sobre la existencia o no del patriarcado en las sociedades paleolíticas, pero un creciente número de estudios considera como errónea idea tradicional de la sociología, que considera que el patriarcado es un hecho natural que ha existido «desde siempre» y que ya se encontraba presente en las sociedades humanas primitivas. Algunas autoras como Sally Campbell (2006), y Encarna Sanahuja (2002), consideran que lo más probable es que durante la mayor parte de la historia de la humanidad, los seres humanos hayan vivido en grupos comunitarios que mantenían una relativa igualdad las personas, con bajos grados de violencia y sin mayores diferenciaciones relacionadas con el sexo.
En América, la conquista europea iniciada en 1492 -coincidente con la llamada «caza de brujas»-, impuso el «patriarcado occidental» en sus colonias. Los estudios y puntos de vista discrepan sobre la situación de las mujeres en las diversas culturas existentes a lo largo del continente americano: algunos sostienen que los pueblos originarios tenían un tipo de organización patriarcal al que denominan como «patriarcado originario», mientras otros sostienen que muchos pueblos originarios no estaban organizados de manera patriarcal.

## Situación actual

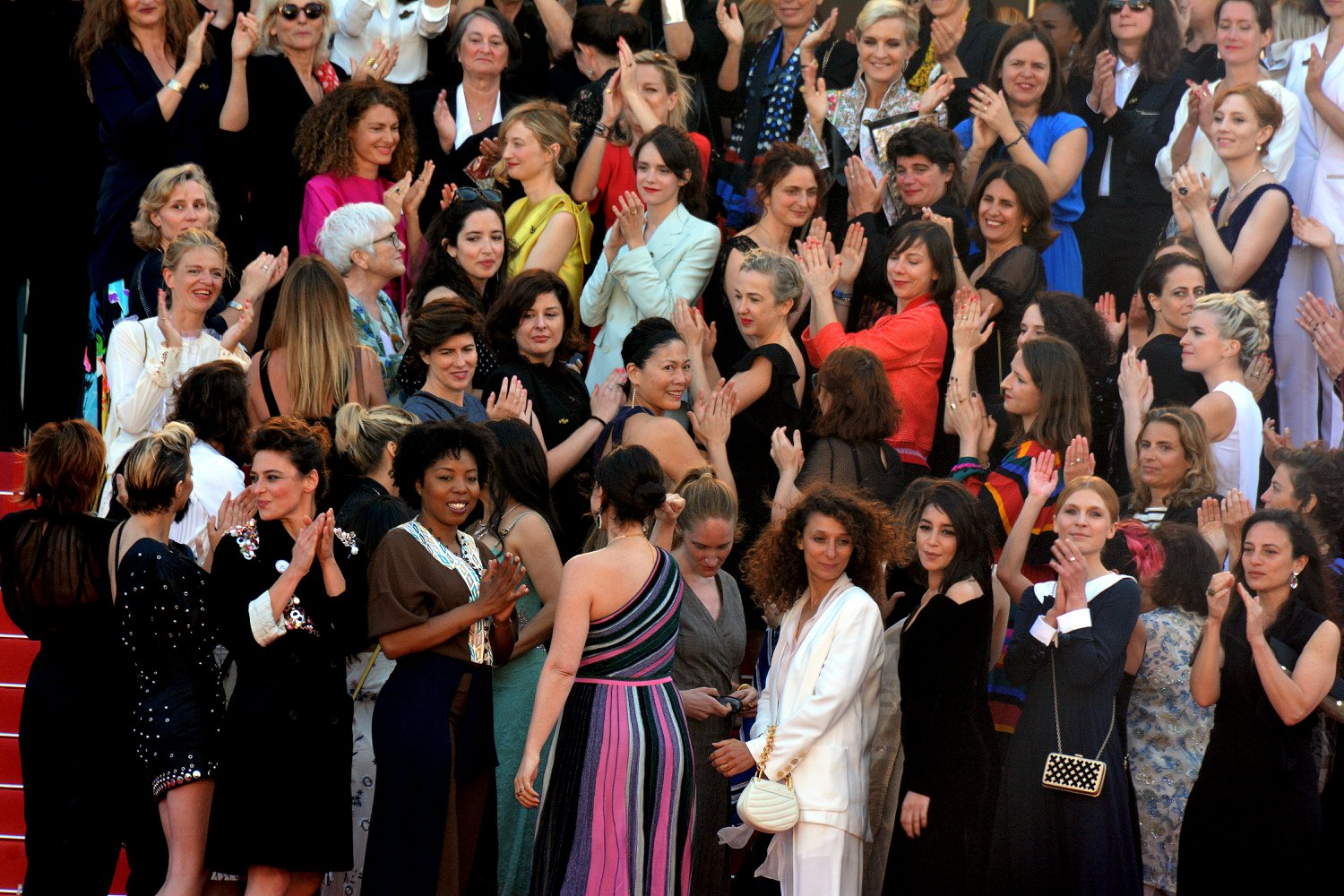
Cineastas mujeres protestan por la brecha salarial y otras desigualdades en la industria del cine, durante el Festival de Cannes de 2018.

En la actualidad todos los países del mundo tienen una organización patriarcal, en mayor o menor grado, que debido al proceso de occidentalización mundial de los últimos cinco siglos, ha adoptado la forma del patriarcado occidental, combinado en algunos casos con formas patriarcales locales.
Las maneras en que el patriarcado se manifiesta son distintas para las diversas sociedades y han cambiado a lo largo de la historia. Algunos autores resumen las características con las que se presentan en la actualidad para las sociedades occidentales ―se toman ejemplos de España a comienzos del siglo XXI―. Algunas de ellas son:
- Falta de autonomía económica: por falta de ingresos o ingresos bajos por trabajos precarios, inestables o de tiempo parcial.
- División sexual del trabajo: las mujeres cargan con todo o a mayor parte del trabajo no remunerado (trabajo doméstico y cuidado de personas).
- Preponderancia masculina en el trabajo: para las mujeres se reservan los puestos de «bajo perfil» o de «perfil asistencial». Los salarios de las mujeres son más bajos y ellas ocupan la mayoría de los contratos de trabajo parcial.
- Expectativas del mundo laboral: muchos asumen que, entre los trabajadores, los varones tendrán una disponibilidad hacia el trabajo diferente a la de las mujeres, quienes presumiblemente tendrán mayor preferencia por encargarse de sus hijos y su hogar que sus parejas masculinas.
- El «techo de cristal», entendido como un conjunto de prácticas socialmente incorporadas que reproducen la situación de discriminación de la mujer en todos los espacios. Este entramado nos hace imposible acceder a la igualdad pues configura un muro implícito e indeterminado para alcanzarla.[30] Aun cuando algunas mujeres logren ascender a altas jerarquías, en general quedan a un paso de los verdaderos puestos de decisión. Las que consiguen superar ese techo son la minoría.[31]
- Violencia doméstica, acoso sexual y violación: a pesar de la igualdad jurídica de las mujeres en muchos países, siguen existiendo numerosos casos de violencia doméstica, acoso sexual y violación. Algunos de estos actos cuentan con apologías y justificaciones, e incluso han existido actuaciones de tribunales que encuentran atenuantes en supuestas provocaciones por parte de la víctima.[32]
- La sexualidad: escaso respeto de los derechos sexuales y reproductivos de las mujeres.[33]

## El patriarcado y los varones
Algunos teóricos, entre los que se destacan Michael Kimmel, Robert Connel y Michael Kaufman, también han escrito sobre el rol de los varones en el patriarcado. Los tópicos que suelen emplearse son «masculinidad hegemónica», realzada por el patriarcado, y «nuevas masculinidades», búsqueda de nuevas identidades asociadas a los procesos de liberación de las mujeres.

## «Neopatriarcalismo», «neomachismo»
Blanca Muñoz, socióloga y profesora universitaria española, entiende que la pelea de las mujeres por su emancipación ha sido un proceso en que se han ido presentando numerosos obstáculos y agrega que los más difíciles de superar son los de carácter ideológico. En este contexto, la autora introduce los términos «neopatriarcalismo» y «neomachismo», contrastándolos con el patriarcalismo y el machismo tradicionales e históricos, a los que supone como etapa primitiva de la humanidad. Este nuevo fenómeno se caracterizaría por una reacción defensiva de los hombres ante el progresivo cambio del rol social y cultural de la mujer.
En otras palabras, el feminismo considera que existe un machismo cultural o una dominación simbólica cuyos mecanismos se van introduciendo en el inconsciente de las personas a lo largo de sus vidas, consiguiendo que se naturalicen o normalicen. Esta forma de subordinación se evidenciaría, por ejemplo, en los cánones estéticos y en los roles de género.
Sin embargo, como se trataría de una construcción histórica y social, la propuesta feminista supondría en reemplazarlo con un modelo social más justo e igualitario.
Además, como toda posición de poder implica la posibilidad de ser derrocado, algunas fuentes arguyen que la pelea por preservar los derechos adquiridos se tendría que perpetuar.

## Fin del patriarcado
Algunos análisis estiman que, debido a los avances del movimiento feminista en el último siglo, el patriarcado estaría llegando a su fin en las próximas décadas, luego de más de 10.000 años de existencia.
Según el análisis del Foro Económico Mundial (FEM), las transformaciones tecnológicas han históricamente favorecido los trabajos en sectores con gran participación femenina y también ha permitido una mayor integración al circuito mercantil de la fuerza productiva de las mujeres casadas. En la actualidad, las mujeres, en los países desarrollados, tienen en promedio mayores niveles de educación y alfabetismo digital que los varones. Además, se encuentran más representadas en las industrias que requieren altos niveles de habilidades sociales y empatía, que son menos susceptibles a ser automatizadas. Con esto, el FEM espera que la automatización del trabajo sea un proceso que favorezca a las mujeres. Esto, sin embargo, no tiene que ser entendido como una eliminación de cualquier forma de brecha salarial, sino más bien como un mejor posicionamiento de las mujeres, que tienen menos riesgo a ser perjudicadas por un mercado que está siendo constamemente transformado por las innovaciones tecnológicas y que, incluso, podrían verse beneficiadas de este.

## Críticas
En su libro El patriarcado no existe más, la filósofa y socióloga Roxana Kreimer afirma que el patriarcado es un término obsoleto e inaplicable a la sociedad actual con base en estadísticas como la del Global Gender Gap Report, en la que, según Kreimer, se puede apreciar que en la mayoría de los países, y especialmente en aquellos desarrollados, no existe la enorme brecha de género contra la que supuestamente lucha la agenda feminista. Afirma que este concepto en realidad solo siembra la androfobia, una demonización irracional de todo lo que está relacionado con los hombres de manera sexista y una censura sistemática de las opiniones contrarias aun cuando provengan de otras mujeres, demostrando una intolerancia que propicia el victimismo de las mujeres y una tendencia generalista a culpabilizar a todos los hombres de machistas y violadores, lo cual a su vez solo ocasiona una desigualdad de derechos en perjuicio de los hombres y privilegios injustos en favor de las mujeres. También menciona que el reduccionismo sociológico propio de este término promueve una visión ginocentrista basada solo en las mujeres, invisibilizando cuestiones que afectan a los varones como la diferencia de género en el suicidio o la violencia contra el hombre.